# Grevillea preissii
Espèce
Classification phylogénétique
Grevillea preissii est une espèce d'arbuste de la famille des Proteaceae endémique dans les zones côtières du sud-ouest de l'Australie-Occidentale.
Il peut mesurer 0,3 à 1,7 mètre de hauteur avec parfois des formes complètement rampantes. Il produit des fleurs orange ou rouges entre mai et octobre (du milieu de l'automne au milieu du printemps) dans son aire naturelle.
L'espèce a été décrite pour la première fois par le botaniste Carl Meissner en 1845.
Il en existe deux sous espèces:
- Grevillea preissii preissii
- Grevillea preissii glabrilimba

## Synonyme
- Grevillea thelemanniana subsp. preissii (Meisn.) McGill.